# Piquirivaí
Piquirivaí é um distrito do município brasileiro de Campo Mourão, no Paraná.
O distrito foi criado em 19 de agosto de 1966 e de acordo com o Instituto Brasileiro de Geografia e Estatística (IBGE) sua população no ano de 2010 era de 1 196 habitantes.